# Decimus Junius Brutus Pera
Decimus Junius Brutus Pera est un politicien et aristocrate romain descendant de l'une des plus nobles et plus antiques familles de la République romaine.
Ses fils Marcus et Decimus Junius Pera n'utilisent qu'un de ses cognomen pour se distinguer des autres branches de la famille Pera.
D'après les sources antiques, après sa mort en 264 av. J.-C., ses fils Decimus et Marcus organisent les premiers combats de gladiateurs sur le forum Boarium, consistant en une lutte à mort entre plusieurs esclaves.